# Paul Wenz (Architekt)
Paul Wenz (geboren 1875; gestorben 1965) war ein deutscher Architekt. 

## Leben
Paul Wenz war Sohn des Kommerzienrats und Unternehmers Adolf Wenz, der in Pullach eine Baustofffabrik betrieb. Er studierte Architektur in München und Berlin und wurde 1901 in Berlin mit einer architekturgeschichtlichen Dissertation über Filippo Brunelleschi promoviert. Er arbeitete als Assistent bei Architekten wie Gabriel von Seidl, Friedrich von Thiersch oder Theodor Fischer. Seit 1903 besaß er ein eigenes Architekturbüro. Für den Kunsthändler Heinrich Thannhauser schuf er 1909 im neuerrichteten Arco-Palais in München eine Kunstgalerie. Wenz entwarf auch Textilien und Möbel, er gehörte der Münchner Vereinigung für angewandte Kunst an und nahm 1910 am Pariser Salon d’Automne teil. 
Wenz heiratete 1913 die Künstlerin Else Viëtor, sie hatten drei Kinder, er brachte aus erster Ehe eine Tochter mit. 1913 wohnten sie in Berlin, seit 1916 in Icking.
Wenz war Architekt mehrerer Wohnanlagen und Privathäuser in Bayern und erhielt Titel wie Regierungsbaumeister und Landesbaurat. Wenz schuf unter anderem 1933/35 das Eingangsgebäude des Prinzregentenstadions, die Bühnenanlage des Landestheaters Linz, er plante Ende der 1930er Jahre das 1940 fertiggestellte Verwaltungsgebäude der Sprengstofffabrik in Geretsried und die zugehörigen Ingenieurshäuser, das Schulhaus in Wolfratshausen, ein NSV-Heim in Mühldorf. 
1933 trat er der NSDAP und der Sturmabteilung bei, in der SA erreichte er den Grad eines SA-Truppführers (Feldwebel). 1944 wurde er in Vertretung Landesleiter der Reichskammer der bildenden Künste.
Nach dem Zweiten Weltkrieg wurde das Haus der Familie Wenz in Icking von der US-Army beschlagnahmt. Paul Wenz wurde bis Mitte 1946 im Internierungslager Moosburg inhaftiert, Else Wenz-Viëtor im Lager Stephanskirchen. Beide wurden entnazifiziert. Die Gemeinde Icking benannte 1956 eine Straße nach ihren berühmten Einwohnern. 2018 wurde beim Straßenschild eine erklärende historische Tafel angebracht, die auf die nationalsozialistische Vergangenheit der Mitbürger hinweist.

## Dissertation
- Die Kuppel des Domes Santa Maria del Fiore zu Florenz : ein Beitrag zur Kenntnis des Lebens und der Werke des Baumeisters Filippo Brunelleschi. Inaugural-Dissertation. Berlin : Ebering, 1901